# La Panadería
La Panadería fue un espacio de creación de arte contemporáneo de la Ciudad de México, fundado en 1994 por los artistas Yoshua Okón y Miguel Calderón. Representó un papel singular en la creación artística de México principalmente hecha por jóvenes a finales de los años noventa al acoger expresiones tradicionalmente relegadas de los circuitos de exhibición institucionales y se convirtió desde entonces en punto referencia para la comunidad creadora de la ciudad debido a su vocación alternativa
Fundada en una antigua panadería, acogió a artistas como Carlos Amorales, Gabriel Orozco o el proyecto SEMEFO. Además del espacio de exposición de manifestaciones artísticas en distinta disciplinas, La Panadería contaba con un programa de residencias para artistas extranjeros. Hasta 2002, estuvo ubicado en la avenida Ámsterdam 159 en la colonia Condesa.

## Historia
Después de volver a México graduado de Canadá en 1994, Yoshua Okón decidió ocupar un edificio recién comprado por sus padres y previamente una panadería y convertirlo en un espacio de encuentro, exhibición, diálogo y formación de nuevas propuestas artísticas fuera de los recintos oficiales o de galerías tradicionales.

Respecto del mundo artístico sentíamos que nuestro tipo de trabajo no tenía cabida. No existía un lugar para que un artista empezara su carrera. Los foros que había eran poco accesibles, además con mucha tendencia a exponer obra de una sensibilidad diferente. Esa impenetrabilidad de las instituciones culturales fue una de las motivaciones para abrirnos un foro, para decir no necesitamos que nos legitimicen.
Yoshua Okón

El espacio existió hasta 2002.